# Réutilisation de code
La réutilisation de code désigne l'utilisation de logiciel existant, de connaissances sur ce logiciel, de composants logiciels ou du code source, pour créer de nouveaux logiciels. La réutilisation s'appuie fréquemment sur le concept de modularité.
Par extension, ce terme désigne également l'ensemble des techniques informatiques proposées ou mises en œuvre pour faciliter cette réutilisation.

## Exemples
- Bibliothèque logicielle
- Patron de conception logiciel
- Framework